# Wulkan złota
Wulkan złota, Złoty Wulkan lub Skarby wulkanu (fr. Le volcan d'or (Le Klondyke)) – dwutomowa powieść (15 i 14 rozdziałów) fantastyczno-naukowa Juliusza Verne’a, pisana w latach 1899–1900, ukończona w 1902.
Po raz pierwszy została opublikowana po polsku w przekładzie Krystyny Szeżyńskiej w 1996, pt. Złoty wulkan przez wydawnictwo Da Capo.

## Wersja zmieniona
Syn Verne’a, Michel, wprowadził do powieści zmiany i wydał ją drukiem w 1906 (a więc już po śmierci Juliusza Verne’a) pod nazwiskiem ojca. Wersja zmieniona zawiera (odpowiednio) 15 i 18 rozdziałów.
Jej pierwszy polski anonimowy niepełny przekład ukazał się w odcinkach w czasopiśmie Biesiada Literacka w 1917, pt. Złoty Wulkan. Powieść była także tłumaczona przez Karolinę Bobrowską, pt. Skarby wulkanu (I wyd. w 1924).

## Zarys fabuły
W treści książka nawiązuje do wydarzeń z okresu gorączki złota w Klondike.
Autor wplata losy swoich bohaterów (braci ciotecznych: Summiego Skima i Bena Raddle) w ostatnie lata XIX stulecia, kiedy to tysiące ludzi na wieść o odkryciu złota wyruszyło na poszukiwania bogactwa.
Istotną częścią powieści jest wyprawa braci do złotego wulkanu. W wyprawie bierze udział także zaufany Hindus Naluto. Ale zdobyć złoto planuje też banda złoczyńców.